# Montebello, Danmark
Montebello är en före detta kuranläggning i västra delen av Helsingör, Danmark.
I Montebello gavs under tiden som aktiv kuranläggning främst fysikalisk-dietisk behandling. Montebello var ursprungligen ett lustslott som hörde till Kronborg men övergick till privat ägo och byggdes därefter om till kuranstalt 1916. Mellan 1951 och 1982 var Montebello ett psykiatriskt sjukhus. Därefter stod området outnyttjat fram till 1994 då det blev flyktingförläggning. I dag (2017) är området privatägt och det har byggts bostäder i parkområdet.